# Lina Savonà
Lina Savonà, nome d'arte di Pasqualina Piludu (Siurgus Donigala, 24 marzo 1958), è una cantante italiana, nota già negli anni settanta come interprete di musica leggera, con brani scritti per lei da autori quali Paolo Frescura, Sergio Bardotti, Antonio De Santis ed arrangiati prevalentemente dal Maestro Adelmo Musso. In carriera ha inciso tre dischi singoli per la casa discografica di Ornella Vanoni, la Vanilla, e due singoli per la Edit Music Italy. Ha effettuato varie tournée a livello nazionale ed internazionale (prevalentemente in Sud America), con Rita Pavone, Patty Pravo ed altri interpreti.

## Biografia
È nata a Siurgus Donigala. Lasciata durante l'infanzia la Sardegna, la cantante si è trasferita ad Albissola Marina dove ha coltivato l'amore per il canto. È stata notata da Alberigo Crocetta che l'ha fatta scritturare per l'etichetta discografica Vanilla, di Ornella Vanoni.
Nel 1977 la cantante ha inciso il primo singolo dal titolo Amarti sempre... amarti mai, con il quale ha vinto la Gondola d'argento alla Mostra internazionale di musica leggera a Venezia.
Del 1978 è il secondo singolo, Maya, un brano dance scritto da Paolo Frescura e suonato dai Goblin, con la quale partecipò al Festivalbar, comparendo nella compilation.
In concomitanza con queste incisioni, la cantante ha partecipato a diverse trasmissioni televisive, fra cui Mille e una luce e Domenica in. Nel 1979 l'artista ha inciso il terzo singolo della sua carriera, Donna meccanica, lanciato dalla trasmissione Discoring.
Dagli anni ottanta risiede a Barcellona Pozzo di Gotto, in provincia di Messina.
Dopo un lungo periodo di assenza dal mercato discografico, nel 2012 con il produttore Luigi Mosello inizia un nuovo percorso artistico con l'etichetta Edit Music Italy per la quale incide i singoli Sono una (Giancarlo Piludu) e Stop the world (L.Mosello-A.Campanelli) - Ed. Mus. Airone Music.
Nel 2016 Lina Savonà si riaffaccia nel panorama musicale, proponendo una versione remix del brano Maya che aveva portato al successo nel 1978: il brano viene pubblicato per Edit Music DJ.
Nel 2019 interpreta "Ragazzo mio" di Luigi Tenco che viene incluso nell'album "Il regno di Luigi" edito dall'etichetta Lavocedelledonne.
Nel 2021 prende parte al cd omaggio a Sergio Endrigo dal titolo "Il Giardino di Sergio", edito sempre dall'etichetta Lavocedelledonne, dove propone "Non è questo l'addio".Nel 2022 è presente nella compilation "Un uomo che ti ama" dove propone "So che mi perdonerai"
Nel 2021 partecipa alla seconda edizione di The Voice Senior.

## Discografia

### Singoli
- 1977 - Amarti sempre... amarti mai / Caldo
- 1978 - Maya/Libera di andare
- 1979 - Donna meccanica / Se permetti

### Singolo digitale
- 2012 - Sono una
- 2012 - Stop the world
- 2016 - Maya (remix) (con Manlio)

### Partecipazione a compilation
- 2019 Il regno di Luigi  (Lavocedelledonne) con il brano Ragazzo mio
- 2021 Il Giardino di Sergio (Lavocedelledonne) con il brano Non è questo l'addio
- 2022 Un uomo che ti ama (lavocedelledonne) con il brano So che mi perdonerai